# 聞いて
「聞いて」（きいて、原題: "Listen"）は、イギリスのSFドラマ『ドクター・フー』の第8シリーズ第4話。スティーヴン・モファットが脚本、ダグラス・マッキノンが監督を担当し、2014年9月13日に BBC One で初放送された。イギリスでの視聴者数は701万人で、脚本・演出・演技が批評家から称賛された。
本作では、異星人のタイムトラベラー12代目ドクター（演:ピーター・カパルディ）が、完璧に身を隠す能力を持つ生物を捜索する。彼のコンパニオンであるクララ・オズワルド（演:ジェナ・ルイーズ・コールマン）は、元兵士の同僚教師ダニー・ピンク（演:サミュエル・アンダーソン）とのデートに苦心する。

## 連続性
「ドクターの時」（2013年）でウォードクター（演:ジョン・ハート）がモメントの起動場所に選んだ納屋は彼が幼少期にガリフレイで暮らしていた納屋であることが明かされた。
12代目ドクターはターディスで目を覚ました際に "Sontarans perverting the course of human history" とオーソン・ピンクに述べており、これは「ロボットの反逆」（1974年 - 1975年）で4代目ドクターが最初に喋った台詞の繰り返しである。台詞自体は3代目ドクターの The Time Warrior（1973年 - 1974年）に対応するものであった。12代目ドクターが何も聞こえないと主張した際の台詞 "not a click or a tick" は Death to the Daleks（1974年）での3代目ドクターの台詞であり、クララが幼少期のドクターに囁いた "Fear makes companions of us all" は初代ドクターが An Unearthly Child（1963年）の第3エピソードで述べた台詞である。
ダグラス・マッキノンが初代ドクター役俳優ウィリアム・ハートネルの少年時代の写真を発見し、ヘアスタイル担当チームが少年ドクター役の俳優の髪形をハートネルに似せた。

## 製作
スティーヴン・モファットはインタビューで「私の衝動は、『何もすることがないときに彼は何をするのか？』という疑問に端を発している。彼はビルを降りる時に面白いと思えば飛び降りもする人だ。彼は何にでも魅了される。そして何もすることがないとき、彼は何かに噛まれるまで棒で突くだけなんだ。それは面白いことじゃないか？スリルを求める者の側面がある」と述べた。Doctor Who Magazine のインタビューでは、モファットは予算のかからない室内劇を書いたことがなく、自分でもそれを実際に書けることを示したいと思い、第8シリーズの中盤にそのようなエピソードを製作することにしたと明かした。
台本の読み合わせは2014年2月11日に行われ、撮影は2月17日にポース・コールの The Rest で開始された。2月24日と25日にはカーディフ湾のマーメイド埠頭に位置するミモザレストランで撮影が行われた。撮影はカーディフのウィットチャーチのビュート・パークでも行われた。幼少期のドクターを演じた俳優はエピソードでは明らかにされなかったが、後に Doctor Who Magazine にてマイケル・ジョーンズであることが明かされた。

## 流出
「聞いて」はマイアミのBBCワールドワイドサーバーから脚本が流出したエピソード5本のうち1本であった。さらに8月23日には視覚効果と吹替のないエピソード本編が流出した。この流出事件は「深呼吸」、「ダーレクの中へ」、「シャーウッドの森のロボット」や次話「銀行強盗」に続くものであった。

## 放送と反応

### 放送
イギリスでの当夜の視聴者数は481万人、視聴占拠率は23.5%を記録した。リアルタイム以外での視聴者を合わせると視聴者数は合計701万人に達し、その週のテレビ番組では『ブリティッシュ ベイクオフ』と『Xファクター』、『コロネーション・ストリート』に次ぐ結果を残した。
アメリカ合衆国では合計113万人が本放送を視聴した。

### 批評家の反応
| 専門評論家によるレビュー | 専門評論家によるレビュー |
| レビュー・スコア         | レビュー・スコア         |
| 出典                     | 評価                     |
| ------------------------ | ------------------------ |
| The A.V. Club            | A                        |
| SFX                      | [ 18 ]                   |
| TV Fanatic               | [ 19 ]                   |
| CultBox                  | [ 20 ]                   |
| IndieWire                | A                        |
| IGN                      | 7.1                      |
| ニューヨーク・マガジン   | [ 23 ]                   |
| デジタル・スパイ         | [ 24 ]                   |
| デイリー・テレグラフ     | [ 25 ]                   |
| デイリー・ミラー         | [ 26 ]                   |

「聞いて」は批評家から絶賛され、数多くの批評家がモファットの脚本やマッキノンの演出およびカパルディやコールマンおよびアンダーソンの演技を称賛した。Appreciation Index は82を記録した。
インデペンデント紙のニーラ・デブナスは本作を「今までのスティーヴン・モファットの作品でおそらく最も怖ろしいエピソードである」と評価し、感動的な部分と怖ろしい部分を高く評価した。彼女はコールマンの演技を称賛して本作でクララが最高点に返り咲いたとも主張した。デジタル・スパイは本作を称賛して5点満点の評価を付けた。「スマートで怖ろしくそして見事だ」と纏め、モファットの脚本とクララのキャラクター性の発達を称賛した。「知性的でロマンチックかつ怖ろしい『聞いて』は超常現象についての閉塞的な物語か、自分自身を騙して支配する心の能力を巧みに反映している物語だが、いずれにせよ素晴らしい作品である」としてレビューは締め括られた。ラジオ・タイムズは本作を『ドクター・フー』史上最も概念的なエピソードであるとし、「私たちを驚かせてくれるな、モファット」と主張した。ガーディアン紙のダン・マーティンは本作が「並外れて良い」と評価し、本作の脚本がモファットの最高傑作であるとも考えた。
The A.V. Clubは本作にAの評価を付け、「長年で最高のエピソード」であると評価し、「このエピソードには最上級の言葉が尽きるかもしれない」とも述べた。モファットが『ドクター・フー』で書いたエピソードとしては「11番目の時間」以来であり、51年間で最も誠実なドクターの掘り下げだったとの論評がなされた。デイリー・ミラー紙は本作を5点満点中4点と評価し、「『ドクター・フー』は恐怖心に訴えかけ、ソファのクッションの後ろに隠れるようにするものであるべきだ。そして、『聞いて』はこれを見事に実現している」と述べた。
Slate誌のマック・ロジャースは「聞いて」を長年の『ドクター・フー』で最高のエピソードだとし、「巧みに展開されていて『ドクター・フー』が何でもできることを証明している」と評価した。同様に、脚本家ポール・コーネルもドクターのキャラクター性への問いかけやシリーズの決まり文句の逆転を称賛し、「史上最高の『ドクター・フー』の物語かもしれない」とコメントした。
本作は2015年にブラム・ストーカー賞にノミネートされ、初めてブラム・ストーカー賞にノミネートされた『ドクター・フー』のエピソードとなった。また、2015年ヒューゴー賞映像部門短編部門にもノミネートされた。受賞は『オーファン・ブラック 暴走遺伝子』のエピソード「カストール」が受賞した。